# Sebastian Blomberg
Sebastian Blomberg (né le 24 mai 1972 à Bergisch Gladbach, en Rhénanie-du-Nord-Westphalie) est un acteur allemand.

## Biographie
Il passe par le Schule Schloss Salem et se produit au Deutsches Theater de Berlin.

## Filmographie partielle

### Cinéma
- 1999 : Anatomie de Stefan Ruzowitzky
- 2008 : La Bande à Baader de Uli Edel
- 2008 : Rendez-vous à Palerme de Wim Wenders
- 2009 : La Comtesse de Julie Delpy
- 2010 : Il était une fois un meurtre de Baran bo Odar
- 2010 : Les Jours à venir de Lars Kraume
- 2010 : Qui, à part nous de Andres Veiel
- 2012 : Tapage nocturne de Christoph Schaub
- 2014 : Le Temps des cannibales de Johannes Naber
- 2015 : Fritz Bauer, un héros allemand de Lars Kraume

### Télévision
- 2004 : Tatort
- 2017 : Marie de Bourgogne
- 2019 : Bauhaus - Un temps nouveau